# International Supercomputing Conference
International Supercomputing Conference (международная конференция по суперкомпьютерным технологиям) — ежегодная конференция по суперкомпьютерам. Проводится в Европе с 1986 года.
Организована профессором Hans Meuer и доктором Hans-Martin Wacker. Изначально называлась “Mannheimer Supercomputer Seminar” и была небольшой университетской конференцией о суперкомпьютерах и их технологиях. Проводилась в Мангеймском университете. На 2012 год количество участников оценивалось в 2 тысячи.
Не следует путать с ACM/IEEE Supercomputing Conference, которая проводится в США.
В 1986-1992 года на конференции публиковался список суперкомпьютеров. В список входили векторные суперкомпьютеры США, Японии и Европы, он составлялся по информации производителей.
В 1992 году в список входило 530 систем. Из-за недостатков списка, Erich Strohmaier и Hans Meuer в 1993 году начали проект TOP500, в рамках которого они сравнивали производительность суперкомпьютеров мира.
Новый рейтинг TOP500 публикуется 2 раза в год, поочередно на данной конференциях и на  ACM/IEEE Supercomputing Conference, которая проводится с 1988 года в США.